# Gouverneurs des Îles-du-Vent britanniques
Le gouverneur en chef ((en) : Governor-in-chief) des Îles-du-Vent britanniques est également vice-roi britannique des Îles-du-Vent. Il est nommé par le Colonial Office.
La colonie des Îles-du-Vent est créée en 1833 et se compose de la Grenade, la Barbade (jusqu'en 1885),  de Saint-Vincent, des Grenadines, de Tobago (jusqu'en 1889), de Trinité (de 1838 à 1840), de Sainte-Lucie (à partir de 1838) et de la Dominique (à partir de 1940). Le Gouverneur de la Barbade était également le gouverneur des Îles-du-Vent, jusqu'à ce que la Barbade devienne une colonie autonome en 1885. Après cela, le siège du gouverneur est transféré à Saint-Georges à la Grenade. En 1960, la colonie est dissoute avec la création de la Fédération des Indes occidentales.

## Liste des gouverneurs des Îles-du-Vent
| Début            | Fin              | Identité                                   |
| ---------------- | ---------------- | ------------------------------------------ |
| 1833             | 1836             | Sir Lionel Smith                           |
| 1836             | 1836             | John A. Beccles (intérim)                  |
| 1836             | 1841             | Evan John Murray MacGregor                 |
| 1841             | 1841             | J. Brathwaite (intérim)                    |
| 1841             | 3 janvier 1842   | Charles Henry Darling (intérim)            |
| 3 janvier 1842   | 1846             | Sir Charles Edward Grey                    |
| 1846             | 1846             | J.R. Best (intérim)                        |
| 1846             | 1848             | William Reid                               |
| 1848             | 1856             | William Macbean George Colebrooke          |
| 1856             | 1856             | Grant E. Thomas (intérim)                  |
| 1856             | 4 janvier 1862   | Francis Hincks                             |
| 4 janvier 1862   | 1868             | James Walker                               |
| 1868             | 1875             | Rawson William Rawson                      |
| 1875             | 1875             | Sanford Freeling (intérim)                 |
| 1875             | 1876             | Sir John Pope-Hennessy                     |
| 20 décembre 1876 | 1880             | George Cumine Strahan                      |
| 1880             | 1880             | D.J. Gamble (intérim)                      |
| 1880             | 1885             | William Robinson                           |
| 1885             | 1888             | Sir Walter Joseph Sendall                  |
| 1889             | 1892             | Sir Walter Francis Hely-Hutchinson         |
| 1893             | 1897             | Sir Charles Bruce                          |
| 1897             | 1900             | Sir Cornelius Alfred Moloney               |
| 1900             | 1906             | Sir Robert Baxter Llewelyn                 |
| 1906             | 1909             | Sir Ralph Champneys Williams               |
| Juin 1909        | Octobre 1909     | Edward John Cameron (intérim)              |
| 1909             | 1914             | Sir James Hayes Sadler                     |
| Mai 1914         | 1914             | William Douglas Young (intérim)            |
| 1914             | 1923             | Sir George Basil Haddon-Smith              |
| Novembre 1923    | Juillet 1924     | Wilfred Bennett Davidson-Houston (intérim) |
| 1924             | 1930             | Sir Frederick Seton James                  |
| Septembre 1930   | 1935             | Sir Thomas Alexander Vans Best             |
| 1935             | 19 janvier 1937  | Sir Selwyn MacGregor Grier                 |
| 19 janvier 1937  | 18 mai 1942      | Henry Bradshaw Popham                      |
| 18 mai 1942      | 1948             | Sir Arthur Francis Grimble                 |
| 1948             | 1953             | Sir Robert Duncan Harris Arundell          |
| 1953             | 1955             | Edward Betham Beetham                      |
| 1955             | 1955             | Wallace Macmillan (intérim)                |
| 1955             | 1er janvier 1960 | Colville Montgomery Deverell               |